# Dance/Electronic Albums

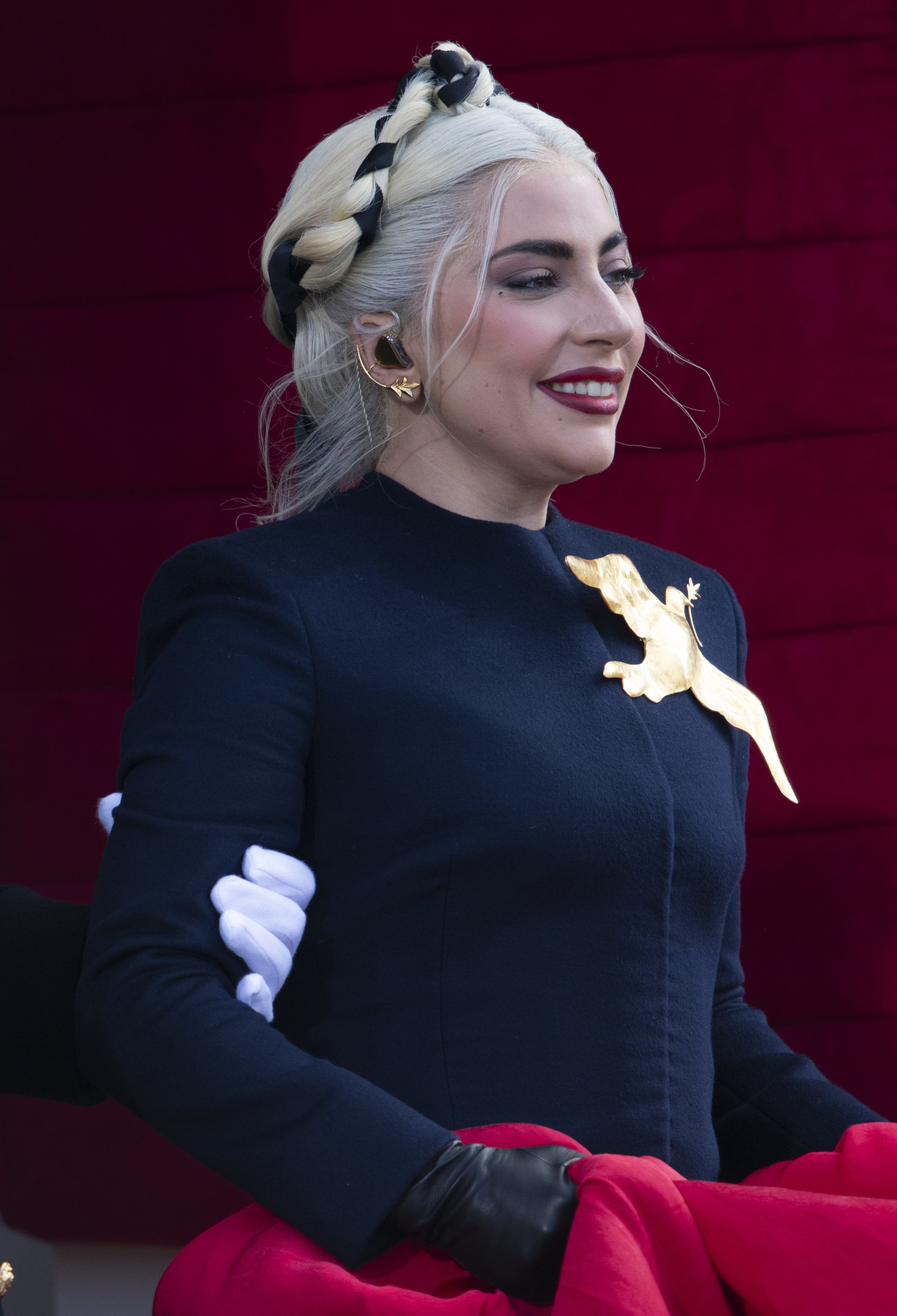
The Fame (2008), de Lady Gaga, detém os recordes de mais semanas no número um (193 semanas) e de mais semanas na parada (567 semanas)

A Top Dance Albums (anteriormente, Top Electronic Albums e Top Dance/Electronic Albums) é uma parada musical semanal publicado pela revista Billboard que classifica a venda dos álbuns de música eletrônica nos Estados Unidos. Esta parada detém o seu atual nome desde janeiro de 2025.
A parada, então com o título "Top Electronic Albums", foi lançada com a edição da Billboard que saiu no dia 30 de junho de 2001, sendo o líder inaugural a trilha sonora original do filme Lara Croft: Tomb Raider.